# Huis Breust
Het Huis Breust of Huis Bakvliet was een kasteel in het Nederlandse dorp Breust, provincie Limburg. Het kasteel huisvestte tot eind 19e eeuw het bestuurlijke centrum van de heerlijkheid Breust, dat sinds het jaar 965 in bezit was het Luikse kapittel van Sint-Martinus. Het gaat in feite om twee elkaar opeenvolgende kastelen die dicht bij de Sint-Martinuskerk van Breust zijn gebouwd. Er zijn van beide kastelen geen zichtbare restanten bewaard gebleven.

## Geschiedenis
In het jaar 965 schonk de Luikse bisschop Eraclius de hof en kerk van Breust aan de zojuist gestichte Luikse Sint-Martinuskerk. Het kapittel van deze kerk zou tot 1795 de eigenaar van de kerk, kasteel en heerlijkheid Breust blijven.
De oudste hof bevond zich aanvankelijk enkele honderden meters ten noorden van de kerk, waarschijnlijk op een terrein dat nog in de 16e eeuw als Vroenhof werd aangeduid. Om veiligheidsredenen zou de hof nog tijdens de middeleeuwen verplaatst worden naar een gunstiger locatie, even ten oosten van de kerk, waar waarschijnlijk ook al een bestuursgebouw stond.

### Mottekasteel
Het kasteel dat op de nieuwe locatie werd gebouwd, kwam te staan op een motte, oftewel een kunstmatige heuvel. De oudste vermelding van de motte dateert uit 1475, maar uit opgravingen in 2009 is gebleken dat het kasteel al in de tweede helft van de 12e eeuw is gebouwd.
Het mottekasteel van Breust diende als residentie en bestuurscentrum. Vanuit het kasteel beheerden de rijproost en ministeriaal de domeingoederen en de heerlijkheid namens het Luikse kapittel. Het is niet duidelijk tot wanneer het kasteel heeft bestaan, maar nog tot in de 16e eeuw werd de bestuurshof van Sint-Martinus aangeduid als de ‘Motte’.

### Huis Breust/Bakvliet
Het is niet bekend wanneer het middeleeuwse mottekasteel in onbruik is geraakt en verdwenen, maar in 1619 werd ten zuidwesten van de oude motte een nieuw kasteel gebouwd. Voortaan zou dit nieuwe kasteel als het bestuurscentrum van de heerlijkheid Breust dienen. Het was de woonplek van de drossaard, die de heerlijkheid bestuurde in naam van het kapittel.
Het nieuwe kasteel wordt aangeduid als het Huis Breust of Huis Bakvliet.

### Klooster
De Franse tijd maakte een einde aan het feodale stelsel en dus ook aan de heerlijkheden. In 1798 werd het kasteel door de overheid onteigend en verkocht aan particulieren.
Diverse eigenaren volgden elkaar nu op. De laatste particuliere bewoner was jonkheer Peter Gerard Chrétien von Geusau, die in 1882 overleed. Zijn erfgenamen verkochten het huis aan de Française Caroline Morbu, die het plan had opgevat om de franciscaanse orde te hulp te schieten: de Franse overheid had namelijk hun kloosters onteigend, dus de geestelijken waren op zoek naar nieuwe verblijfplaatsen. Morbu gaf het Huis Bakvliet cadeau aan een orde van franciscaner missiezusters uit Calais, die het op hun beurt in vruchtgebruik gaven aan een groepje franciscaner monniken. Deze vestigden in 1885 het seminarie Nôtre Dame de la Présentation in het kasteel.
In 1897 vertrokken de monniken naar Dinard in Frankrijk, waarna het kasteel weer door de franciscaner zusters in gebruik werd genomen. Het fungeerde geruime tijd als verpleeghuis, maar door de afname van het aantal postulanten werd het verpleeghuis in 1954 gesloten. De Vereniging Missiehuis Sint Paul kocht het kasteel aan om er paters van Marianhill te huisvesten.

### Verkoop en sloop
Toen het aantal paters afnam, werd het klooster te groot om te kunnen behouden en in 1967 werd het Huis Bakvliet verkocht aan vastgoedbedrijf N.V. Grondexploitatie Maatschappij De Kaaphoeve. Dit bedrijf wilde er een pensiontehuis in onderbrengen, maar de plannen strandden en het kasteel raakte in korte tijd ernstig in verval.
De nieuwe eigenaar Smeets NV kreeg toestemming Huis Bakvliet, een rijksmonument, te slopen. In 1971 volgde de sloop en op het terrein verrees verzorgingshuis De Bron, vernoemd naar de nabijgelegen bron van beek De Bak.
In 2008 werd De Bron gesloopt. Na archeologisch onderzoek werd er een nieuw zorgcentrum gebouwd, eveneens De Bron geheten.

## Beschrijving

### Motte
Het 12e-eeuwse mottekasteel stond op een heuvel die aan de basis een doorsnede had van 20 meter. De afgeplatte bovenzijde was ongeveer 12 beter breed. Rondom de motte lag een 7 meter brede gracht, die weer door een wal was omgeven.
Bij de bouw van het kasteel was men begonnen met de stenen kelderverdieping van 4 bij 3,2 meter. Deze werd op het maaiveld gebouwd, waarna de gracht werd uitgegraven en de vrijgekomen grond rondom de kelder werd opgeworpen. Zo ontstond een drie meter hoge motteheuvel die aan de bovenzijde ongeveer 12 meter breed was. De woontoren of zaalbouw werd op de kelderverdieping gebouwd, vermoedelijk in vakwerkbouw, waarbij het bovengrondse bouwwerk mogelijk een groter grondoppervlak had dan de relatief kleine kelder. Aan de zuidoostzijde van de motte was vermoedelijk een voorburcht aanwezig. Het beekje De Bak zorgde voor water in de gracht; waarschijnlijk was een deel van de gracht zelfs voortkomen uit een omleiding van deze beek.
De motte raakte echter steeds meer ingekapseld door colluvium, oftewel losgekomen lössgrond die van de heuvels afstroomde. Grootschalige houtkap op het plateau had namelijk erosie veroorzaakt, waardoor de losgekomen grond naar beneden stroomde, richting de oostkant van de motte. De motteheuvel was op het eind van de middeleeuwen al niet meer als heuvel herkenbaar dankzij de colluviumvorming. Uiteindelijk zou de heuvel geheel verdwijnen onder een pakket löss.
Aan de oostzijde van de motte ontwikkelde zich vanaf de 14e eeuw bewoning. Ook deze huizen hadden last van het colluvium.
Het mottekasteel was waarschijnlijk nog tot in de 15e eeuw in gebruik. Hierna raakte het in onbruik door het steeds verder oprukkende colluvium. Rond 1825 is er op de locatie een pastorie gebouwd, die in 1971 is afgebroken.
Bij de opgravingen in 2009 is onder andere de kelderfundering van mergelstenen teruggevonden, met daarin een vloer van maaskeien.

### Huis Breust/Bakvliet
Het nieuwe, omgrachte kasteel dat in 1619 ten zuidwesten van de oude motte werd gebouwd, bestond uit drie vleugels rondom een binnenplaats. Op twee hoeken van het kasteel stonden torens. Het kasteel werd opgetrokken in zowel baksteen als mergel. De gracht aan de noordzijde leek op een vijver en werd gevoed door een warme bron.
De zuidelijke vleugel is begin 19e eeuw weer afgebroken, zodat een L-vormig gebouw ontstond. In 1887 werd aan de vierkante toren een aanbouw geplaatst. Deze was bedoeld als uitbreiding van de kapel die in de toren was ingericht. Twee jaar later werd nog een extra vleugel tegen deze toren aangebouwd.
Bij de opgavingen in 2009 zijn funderingen teruggevonden van het kasteel.

## Afbeeldingen

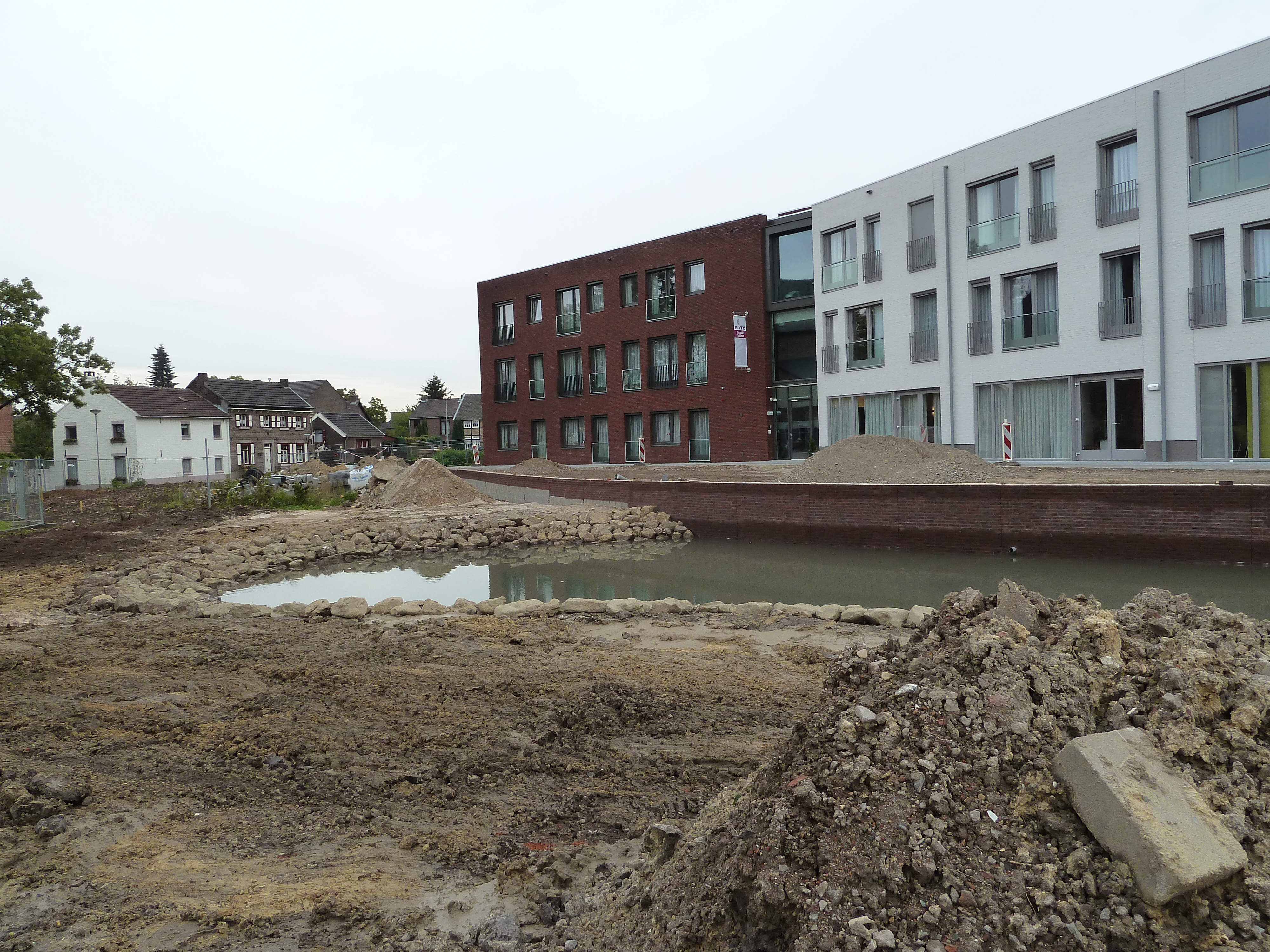
De motte lag op de plek van het witte gebouw. De vijver is een restant van de natuurlijke bron.
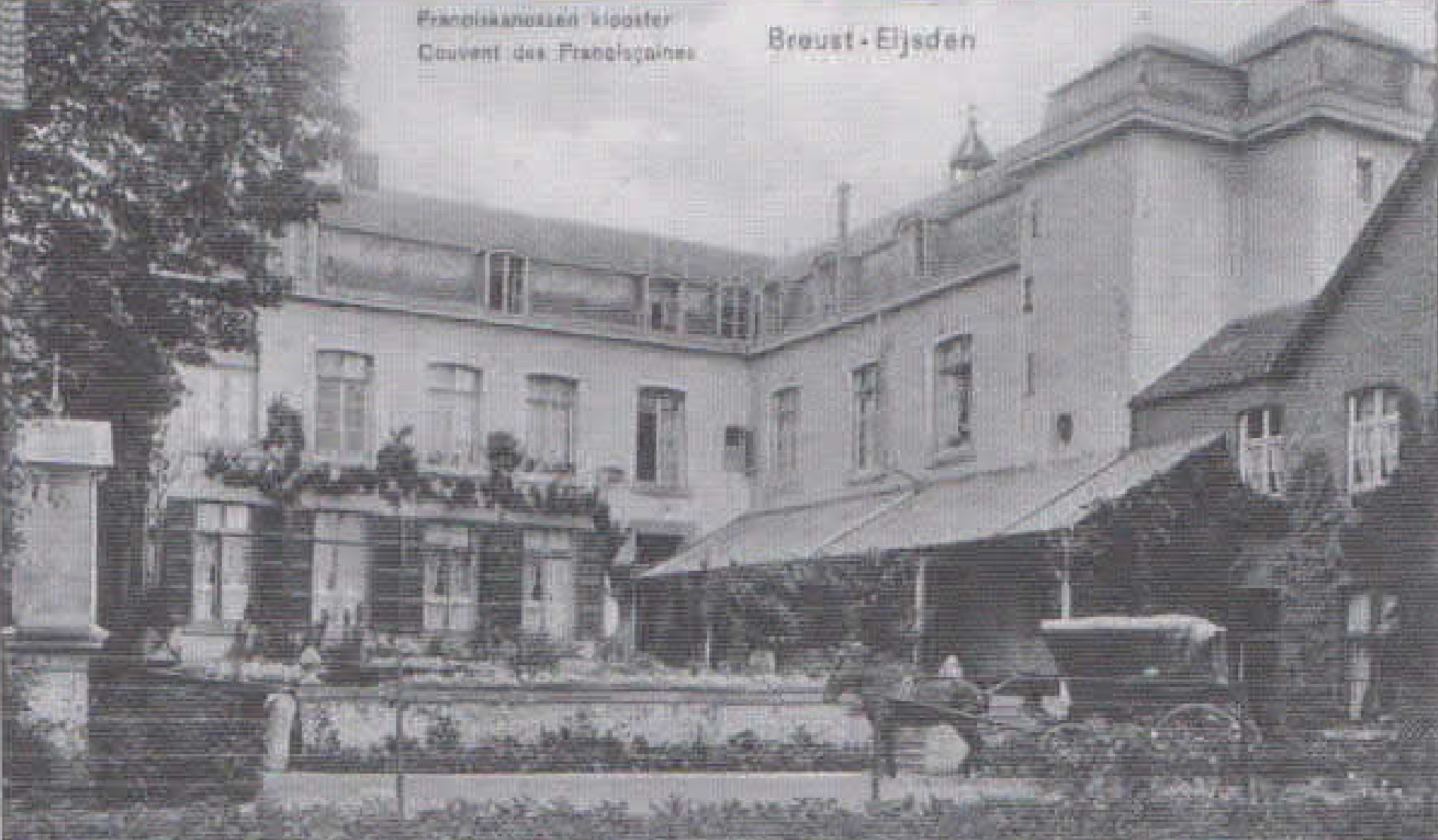
Het klooster in 1920.
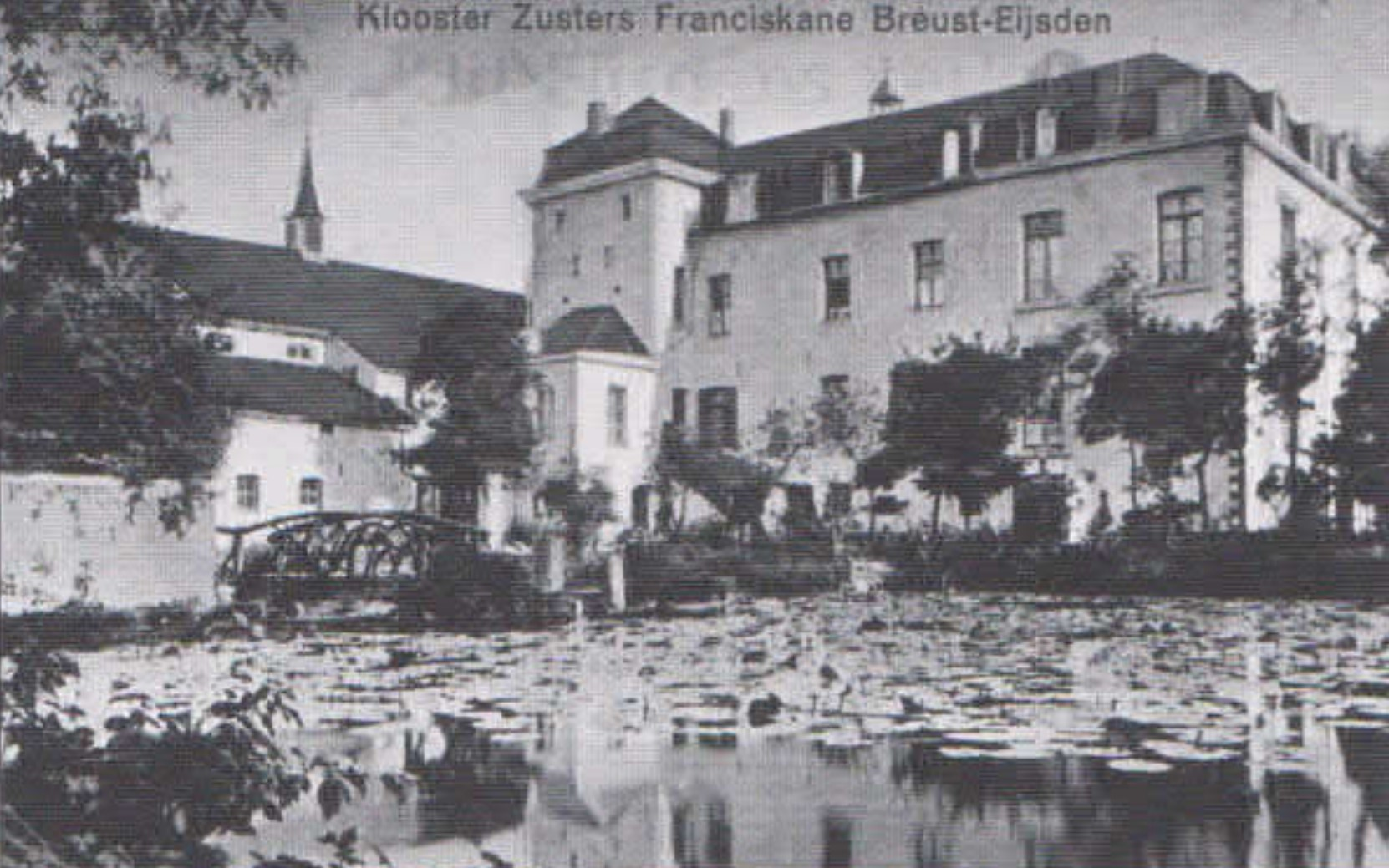
Huis Breust in 1914.
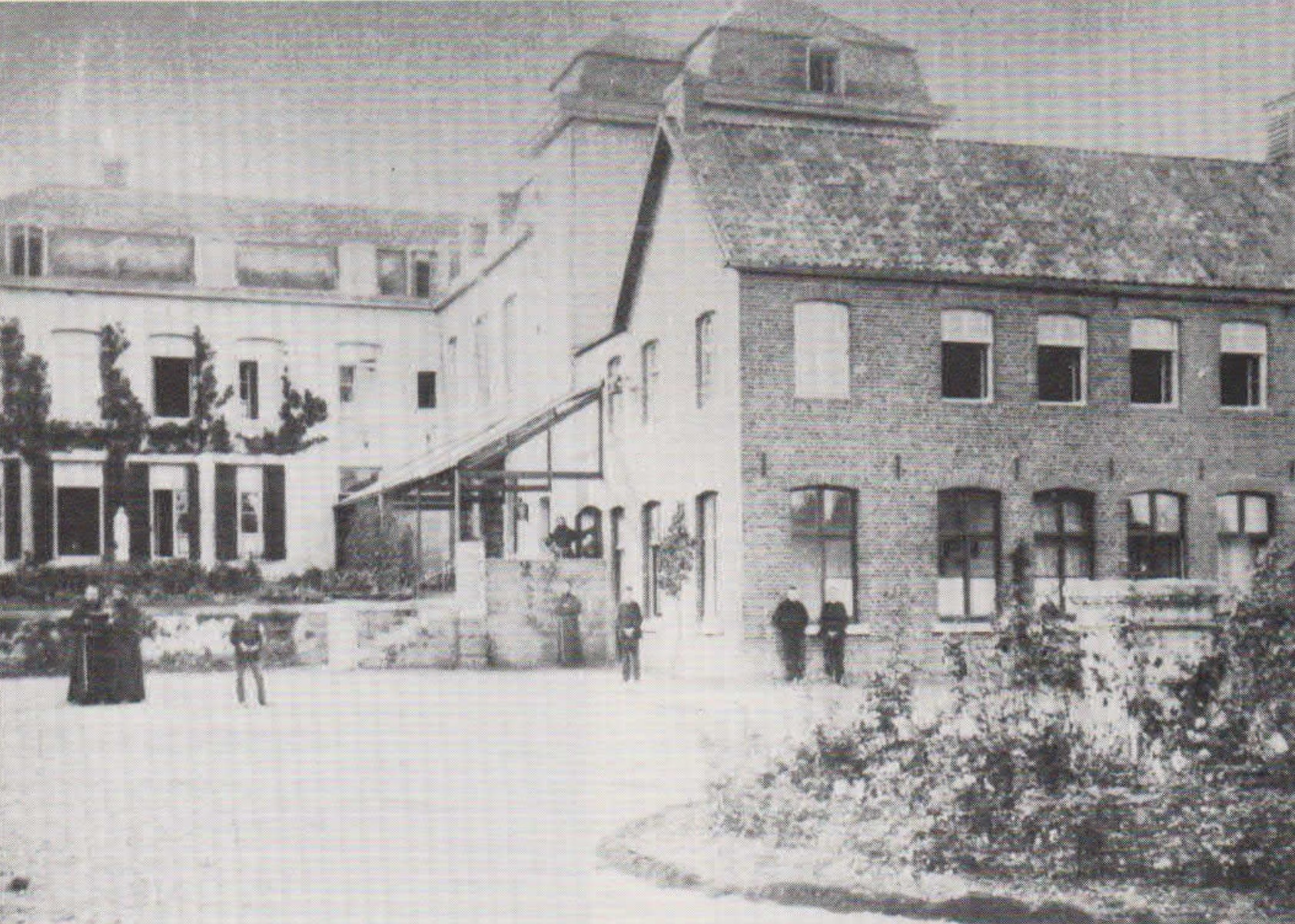
Huis Breust in 1950, als klooster.

Aerwinkel · Kasteel Afferden · Aldt Huys · Aldenborgh · Kasteel Aldenghoor · Aldenhoven · Alte Burg · Kasteel Amstenrade · Slot Annendael · Kasteel Arcen · Baersdonck · Bakvliet · Baronsberg · Baxhof · Beegden ·  Benzenrade · Kasteel De Berckt · Kasteel Bethlehem · Beusdaelshof · Binsfeld · Huis Blankenberg · Kasteel Bleijenbeek · Blitterswijck · Boerlo · Bolberg · Bollenberg · Kasteel De Bongard · Borggraaf · Kasteel d'Erp · Kasteel Borggraaf · Kasteel Borgharen · Kasteel Born · Huis Bree · Breust · Kasteel Broekhuizen · Broekhuizen · Gracht Burggraaf · Kasteel De Burght · Kasteel Cartils · Cloppenburg (Oost-Maarland) · Kasteel Cortenbach · Huis De Dael · Dammerscheid · Kasteel De Bockenhof · De Donck (Sevenum) · De Donck (Swolgen) · De Dorth ·  Huis ten Dijcken · Kasteel Doenrade · De Doom · Douve · Douvenrade · De Dries · Kasteel Erenstein · Kasteel Eijsden · Eijsden · Einrade · Kasteel Elsloo · Ensenbroek · Eperhuis · Etzenraderhuuske · Exaten · Kasteel Eijckholt · Kasteel Eyckholt · Eys · Gastendonck · Kasteel Genbroek · Gebroken Slot · Kasteel Geijsteren · Kasteel Op Genhoes · Kasteel Genhoes · Genneperhuis · Kasteel Het Geudje · Kasteel Geulle · Kasteel Geusselt · Geijsteren · Gen Heck · Ghoor · Kasteel Goedenraad · Kasteel Grasbroek · Kasteel Groenendaal · Groethof · Groot Paarlo · Kasteel van Gronsveld · De Gun ·Kasteel Haeren · Kasteel Den Halder · Heerlaer · Heeze · Heijen · 's-Herenanstel · Kasteel Hillenraad · Kasteel Hoensbroek · Hoenshuis · Holstrate · Holtmühle · Huize Holtum · Kasteel Horn · De Horst · Huys ter Horst · Ten Hove (Grathem) · Ten Hove (Panningen) · Huis Brias · Huis Darth ·  Kasteel Hurpesch · Kasteel Sint-Jansgeleen · Kasteel Jerusalem · Kasteel Kaldenbroek · Den Kamp · Kasteel Karsveld · Kasteel Keverberg · Klein Paarlo · Klimmender Huuske · De Kolck · Koppelberg · Laar · Landsfort · Kasteel Lemiers · Kasteelruïne Lichtenberg · Kasteel Limbricht · Lonesteyn · Huize Lovendael · Mazenburg · Kasteel van Meerlo · Kasteel Meerssenhoven · Meezenbroek · Kasteel van Mheer · Middelaar · Kasteel Millen · Kasteel Montfort · Movert · Mulrode · De Munt · Château Neercanne · Kasteel Neubourg · Nienghoor · Huis Nierhoven · Kasteel Nieuwenbroeck · Nije Huys · Kasteel Nijenborgh · Kasteel Nijswiller · Nijthuysen · Kasteel Obbicht · Oedenrade · Kasteel Ooijen · Kasteel Oost (Valkenburg) · Kasteel Oost (Oost-Maarland) · Kasteel Ouborg · Overen · Kasteel Passarts-Nieuwenhagen · Prickenis · Prinsenhof · Puth · De Putting · Raath · De Raay · Ravenhof · Kasteel Reijmersbeek · Kasteel van Rijckholt · Kasteel Rivieren · Rodenbroek · Rosendaal · Kasteel Schaesberg · Kasteel Schaloen · Te Scharen · Schenkenburg · Kasteel Scheres · De Spijker (Geijsteren) · De Spijker (Leeuwen) · Huis Severen · Sibberhuuske · Château St. Gerlach · Spraland · Huis De Spyker · Huize Stalberg · Stalberg (Wellerlooi) · De Steeg · Kasteel Stein · Steinhagen · Steenen Huis · Stoel van Swentibold · Strijthagen (Landgraaf) · Strijthagen (Welten) · Struyver · Kasteel Terborgh · Terlinden (Wijnandsrade) · Terveurdt · Ter Weyer · Kasteel Ter Worm · De Tombe · Huis De Torentjes · Triest · Trippaert · Kasteel Vaalsbroek · Kasteel Vaeshartelt · Valkenburg · Vliek · De Vroenhof · Vrijburg · Kasteel Wambach · Warenberg · Well · Weyershof ·  Wijlre · Kasteel Wijnandsrade · Wijnandsrade · Wijnantshof · Wissegracht · Huize Witham · Kasteel Wittem · Wolfrath · Wylre